# Esther García Llovet
Esther García Llovet (Málaga, 23 de noviembre de 1963) es una escritora española, autora de libros de cuentos y de novelas.

## Biografía
Licenciada en Psicología clínica, también tiene estudios de dirección cinematográfica y ha trabajado como guionista de documentales. Comenzó a escribir en 2000 por la gran impresión que le produjo el descubrimiento de la literatura de Roberto Bolaño. La crítica ha subrayado también la importancia de la influencia del cine en su lenguaje literario, así como la de autores realistas norteamericanos, especialmente de Raymond Carver.
Ha escrito reportajes en publicaciones periódicas como el suplemento El Viajero de El País o la revista Qué Leer.

## Obras
- Coda, Madrid, Lengua de Trapo, 2003
- Submáquina, Madrid, Salto de página, 2009.
- Las crudas, La Coruña, Ediciones del Viento, 2009.
- Mamut, Barcelona, Ediciones Malpaso, 2014.
- Cómo dejar de escribir, Barcelona, Anagrama, 2017.
- Sánchez, Barcelona, Anagrama, 2019.
- Gordo de feria, Barcelona, Anagrama,  2020.
- Spanish Beauty, Barcelona, Anagrama, 2022.
- Los guapos, Barcelona, Anagrama, 2024.

### Participación en libros colectivos
- «Playa Monza» en Todo un placer: antología de relatos eróticos femeninos. Córdoba: Berenice, 2005.
- «Las Vegas» en En las ciudades. Hilario J. Rodríguez (editor). Madrid: Notorius Ediciones, 2009.
- [Microrrelato sin título] en El libro del voyeur. Pablo Gallo (ilustrador y editor). La Coruña: Ediciones del Viento, 2010.
- Mi madre es un pez. Sergi Bellver y Juan Soto Ivars (antólogos). Barcelona: Libros del Silencio, 2011.
- «El hijo secreto de Yuri Gagarin» en Rusia imaginaria. Care Santos (editora). Madrid: Nevsky Prospects, 2011.
- «La M-30, gran velada» en Madrid, con perdón. Mercedes Cebrián (editora). Madrid: Caballo de Troya, 2012.
- 666. Edición de Carmen Jiménez. Autoras: Elia Barceló, Cristina Cerrada, Marta Sanz, Pilar Adón, Esther García Llovet y Susana Vallejo. Sub Urbano, 2014.

### Antologías
- Siglo XXI. Los nuevos nombres del cuento español actual. Edición de Gemma Pellicer y Fernando Valls. Palencia: Menoscuarto, 2010.
- Madrid, Nebraska. EE.UU en el relato español del siglo XXI. Edición y prólogo de Sergi Bellver. Bartleby, 2014.[4]